# هاينس هيمبل
هاينس هيمبل (بالألمانية: Hannes Hempel)‏ هو دراج نمساوي، ولد في 6 أكتوبر 1973 في كلاغنفورت في النمسا.

## وصلات خارجية
- هاينس هيمبل على موقع أرشيف الدراجات (الإنجليزية)
- هاينس هيمبل على موقع إحصائيات الدراجات الإحترافية (الإنجليزية)
- هاينس هيمبل على موقع اتحاد الترياتلون الدولي (الإنجليزية)
- هاينس هيمبل على موقع IAT Triathlon Database (الإنجليزية)